# Тазеабад-е-Корд-Сара-Кух
Тазеабад-е-Корд-Сара-Кух (перс. تازه ابادكردسراكوه) — село в Ірані, у дегестані Отаквар, у бахші Отаквар, шагрестані Лянґаруд остану Ґілян. За даними перепису 2006 року, його населення становило 458 осіб, що проживали у складі 123 сімей.